# والیبال قهرمانی مردان جهان ۱۹۹۰
والیبال قهرمانی مردان جهان ۱۹۹۰ دوازدهمین دوره از رقابت‌های قهرمانی جهان می‌باشد که از ۱۸ تا ۲۸ اکتبر ۱۹۹۰ در برزیل برگزار گردید.

## راه‌یابی
| تیم          | راه‌یافته از طریق         | راه‌یافته از طریق |
| ------------ | ------------------------ | ---------------- |
| برزیل        | میزبان                   | میزبان           |
| ایالات متحده | قهرمانی جهان ۱۹۸۶        | یکم              |
| شوروی        | قهرمانی جهان ۱۹۸۶        | دوم              |
| بلغارستان    | قهرمانی جهان ۱۹۸۶        | سوم              |
| کوبا         | قهرمانی جهان ۱۹۸۶        | پنجم             |
| فرانسه       | قهرمانی جهان ۱۹۸۶        | ششم              |
| آرژانتین     | قهرمانی جهان ۱۹۸۶        | هفتم             |
| چکسلواکی     | قهرمانی جهان ۱۹۸۶        | هشتم             |
| ایتالیا      | مردان اروپا ۱۹۸۹         | یکم              |
| کانادا       | مردان آمریکای شمالی ۱۹۸۹ | دوم              |
| ونزوئلا      | مردان آمریکای جنوبی ۱۹۸۹ | سوم              |
| کره جنوبی    | مردان آسیا ۱۹۸۹          | یکم              |
| کامرون       | مردان آفریقا ۱۹۸۹        | یکم              |
| سوئد         | مردان B ۱۹۹۰             | یکم              |
| هلند         | مردان B ۱۹۹۰             | دوم              |
| ژاپن         | مردان B ۱۹۹۰             | سوم              |

## تیم‌ها
| گروه A - برزیل - چکسلواکی - کرهٔ جنوبی - سوئد | گروه B - آرژانتین - کانادا - هلند - ایالات متحده آمریکا | گروه C - فرانسه - ژاپن - اتحاد جماهیر شوروی - ونزوئلا | گروه D - بلغارستان - کامرون - کوبا - ایتالیا |

## دور یکم
|  | راه‌یافته به یک‌چهارم نهایی‌ها |
|  | راه‌یافته به یک‌هشتم نهایی‌ها  |

### گروه A
|      |           |          | مسابقات | مسابقات | ست‌ها | ست‌ها | ست‌ها  | امتیازها | امتیازها | امتیازها |
| رتبه | تیم       | امتیازها | برد     | باخت    | برد  | باخت | نسبت  | برد      | باخت     | نسبت     |
| ---- | --------- | -------- | ------- | ------- | ---- | ---- | ----- | -------- | -------- | -------- |
| ۱    | برزیل     | ۶        | ۳       | ۰       | ۹    | ۲    | ۴٫۵۰۰ | ۱۶۰      | ۱۱۴      | ۱٫۴۰۴    |
| ۲    | سوئد      | ۵        | ۲       | ۱       | ۸    | ۶    | ۱٫۳۳۳ | ۲۰۱      | ۱۷۲      | ۱٫۱۶۹    |
| ۳    | چکسلواکی  | ۴        | ۱       | ۲       | ۵    | ۸    | ۰٫۶۲۵ | ۱۲۹      | ۱۷۰      | ۰٫۷۵۹    |
| ۴    | کرهٔ جنوبی | ۳        | ۰       | ۳       | ۳    | ۹    | ۰٫۳۳۳ | ۱۴۳      | ۱۷۷      | ۰٫۸۰۸    |

| تاریخ    |          | نتیجه |           | ست ۱  | ست ۲  | ست ۳  | ست ۴  | ست ۵  | مجموع |
| -------- | -------- | ----- | --------- | ----- | ----- | ----- | ----- | ----- | ----- |
| ۱۸ اکتبر | برزیل    | ۳–۰   | چکسلواکی  | ۱۵−۷  | ۱۵−۷  | ۱۵−۹  |       |       | ۴۵–۲۳ |
| ۱۸ اکتبر | سوئد     | ۳–۱   | کرهٔ جنوبی | ۱۵−۸  | ۱۵−۱۱ | ۱۶−۱۷ | ۱۵−۱۰ |       | ۶۱–۴۶ |
| ۱۹ اکتبر | سوئد     | ۳–۲   | چکسلواکی  | ۱۲−۱۵ | ۱۵−۹  | ۱۱−۱۵ | ۱۵−۴  | ۱۵−۱۳ | ۶۸–۵۶ |
| ۱۹ اکتبر | برزیل    | ۳–۰   | کرهٔ جنوبی | ۱۵−۸  | ۱۵−۴  | ۱۵−۷  |       |       | ۴۵–۱۹ |
| ۲۰ اکتبر | برزیل    | ۳–۲   | سوئد      | ۱۵−۱۷ | ۱۶−۱۴ | ۸−۱۵  | ۱۶−۱۴ | ۱۵−۱۲ | ۷۰–۷۲ |
| ۲۰ اکتبر | چکسلواکی | ۳–۲   | کرهٔ جنوبی | ۱۵−۱۱ | ۵−۱۵  | ۱۵−۱۱ | ۱۴−۱۶ | ۱۵−۱۱ | ۶۴–۶۴ |

### گروه B
|      |                     |          | مسابقات | مسابقات | ست‌ها | ست‌ها | ست‌ها  | امتیازها | امتیازها | امتیازها |
| رتبه | تیم                 | امتیازها | برد     | باخت    | برد  | باخت | نسبت  | برد      | باخت     | نسبت     |
| ---- | ------------------- | -------- | ------- | ------- | ---- | ---- | ----- | -------- | -------- | -------- |
| ۱    | آرژانتین            | ۶        | ۳       | ۰       | ۹    | ۰    | MAX   | ۱۳۵      | ۶۸       | ۱٫۹۸۵    |
| ۲    | هلند                | ۵        | ۲       | ۱       | ۶    | ۳    | ۲٫۰۰۰ | ۱۰۷      | ۹۰       | ۱٫۱۸۹    |
| ۳    | کانادا              | ۴        | ۱       | ۲       | ۳    | ۷    | ۰٫۴۲۹ | ۱۱۳      | ۱۳۴      | ۰٫۸۴۳    |
| ۴    | ایالات متحده آمریکا | ۳        | ۰       | ۳       | ۱    | ۹    | ۰٫۱۱۱ | ۸۷       | ۱۵۰      | ۰٫۵۸۰    |

| تاریخ    |          | نتیجه |                     | ست ۱  | ست ۲  | ست ۳  | ست ۴ | ست ۵ | مجموع |
| -------- | -------- | ----- | ------------------- | ----- | ----- | ----- | ---- | ---- | ----- |
| ۱۸ اکتبر | هلند     | ۳–۰   | ایالات متحده آمریکا | ۱۵−۷  | ۱۵−۱۲ | ۱۵−۶  |      |      | ۴۵–۲۵ |
| ۱۸ اکتبر | آرژانتین | ۳–۰   | کانادا              | ۱۵−۹  | ۱۵−۱۱ | ۱۵−۱۳ |      |      | ۴۵–۳۳ |
| ۱۹ اکتبر | کانادا   | ۳–۱   | ایالات متحده آمریکا | ۱۵−۱۳ | ۱۵−۱۱ | ۱۵−۱۷ | ۱۵−۳ |      | ۶۰–۴۴ |
| ۱۹ اکتبر | آرژانتین | ۳–۰   | هلند                | ۱۵−۷  | ۱۵−۳  | ۱۵−۷  |      |      | ۴۵–۱۷ |
| ۲۰ اکتبر | آرژانتین | ۳–۰   | ایالات متحده آمریکا | ۱۵−۳  | ۱۵−۸  | ۱۵−۷  |      |      | ۴۵–۱۸ |
| ۲۰ اکتبر | هلند     | ۳–۰   | کانادا              | ۱۵−۳  | ۱۵−۹  | ۱۵−۸  |      |      | ۴۵–۲۰ |

### گروه C
|      |                    |          | مسابقات | مسابقات | ست‌ها | ست‌ها | ست‌ها  | امتیازها | امتیازها | امتیازها |
| رتبه | تیم                | امتیازها | برد     | باخت    | برد  | باخت | نسبت  | برد      | باخت     | نسبت     |
| ---- | ------------------ | -------- | ------- | ------- | ---- | ---- | ----- | -------- | -------- | -------- |
| ۱    | اتحاد جماهیر شوروی | ۶        | ۳       | ۰       | ۹    | ۰    | MAX   | ۱۳۵      | ۵۳       | ۲٫۵۴۷    |
| ۲    | فرانسه             | ۵        | ۲       | ۱       | ۶    | ۳    | ۲٫۰۰۰ | ۱۱۴      | ۱۰۲      | ۱٫۱۱۸    |
| ۳    | ژاپن               | ۴        | ۱       | ۲       | ۳    | ۶    | ۰٫۵۰۰ | ۸۶       | ۱۰۸      | ۰٫۷۹۶    |
| ۴    | ونزوئلا            | ۳        | ۰       | ۳       | ۰    | ۹    | ۰٫۰۰۰ | ۶۵       | ۱۳۷      | ۰٫۴۷۴    |

| تاریخ    |                    | نتیجه |         | ست ۱  | ست ۲  | ست ۳ | ست ۴ | ست ۵ | مجموع |
| -------- | ------------------ | ----- | ------- | ----- | ----- | ---- | ---- | ---- | ----- |
| ۱۸ اکتبر | ژاپن               | ۳–۰   | ونزوئلا | ۱۵−۶  | ۱۵−۴  | ۱۵−۸ |      |      | ۴۵–۱۸ |
| ۱۸ اکتبر | اتحاد جماهیر شوروی | ۳–۰   | فرانسه  | ۱۵−۶  | ۱۵−۱۰ | ۱۵−۶ |      |      | ۴۵–۲۲ |
| ۱۹ اکتبر | فرانسه             | ۳–۰   | ونزوئلا | ۱۵−۱۱ | ۱۷−۱۵ | ۱۵−۸ |      |      | ۴۷–۳۴ |
| ۱۹ اکتبر | اتحاد جماهیر شوروی | ۳–۰   | ژاپن    | ۱۵−۱۰ | ۱۵−۷  | ۱۵−۱ |      |      | ۴۵–۱۸ |
| ۲۰ اکتبر | فرانسه             | ۳–۰   | ژاپن    | ۱۵−۷  | ۱۵−۱۱ | ۱۵−۵ |      |      | ۴۵–۲۳ |
| ۲۰ اکتبر | اتحاد جماهیر شوروی | ۳–۰   | ونزوئلا | ۱۵−۴  | ۱۵−۲  | ۱۵−۷ |      |      | ۴۵–۱۳ |

### گروه D
|      |           |          | مسابقات | مسابقات | ست‌ها | ست‌ها | ست‌ها  | امتیازها | امتیازها | امتیازها |
| رتبه | تیم       | امتیازها | برد     | باخت    | برد  | باخت | نسبت  | برد      | باخت     | نسبت     |
| ---- | --------- | -------- | ------- | ------- | ---- | ---- | ----- | -------- | -------- | -------- |
| ۱    | کوبا      | ۶        | ۳       | ۰       | ۹    | ۲    | ۴٫۵۰۰ | ۱۵۴      | ۱۱۹      | ۱٫۲۹۴    |
| ۲    | ایتالیا   | ۵        | ۲       | ۱       | ۶    | ۴    | ۱٫۵۰۰ | ۱۳۲      | ۱۰۳      | ۱٫۲۸۲    |
| ۳    | بلغارستان | ۴        | ۱       | ۲       | ۶    | ۶    | ۱٫۰۰۰ | ۱۴۷      | ۱۳۷      | ۱٫۰۷۳    |
| ۴    | کامرون    | ۳        | ۰       | ۳       | ۰    | ۹    | ۰٫۰۰۰ | ۶۱       | ۱۳۵      | ۰٫۴۵۲    |

| تاریخ    |           | نتیجه |           | ست ۱  | ست ۲ | ست ۳  | ست ۴  | ست ۵  | مجموع |
| -------- | --------- | ----- | --------- | ----- | ---- | ----- | ----- | ----- | ----- |
| ۱۸ اکتبر | کوبا      | ۳–۲   | بلغارستان | ۱۱−۱۵ | ۸−۱۵ | ۱۵−۱۰ | ۱۵−۱۱ | ۱۵−۱۰ | ۶۴–۶۱ |
| ۱۸ اکتبر | ایتالیا   | ۳–۰   | کامرون    | ۱۵−۴  | ۱۵−۳ | ۱۵−۱۰ |       |       | ۴۵–۱۷ |
| ۱۹ اکتبر | ایتالیا   | ۳–۱   | بلغارستان | ۱۵−۹  | ۱۵−۵ | ۱۲−۱۵ | ۱۵−۱۲ |       | ۵۷–۴۱ |
| ۱۹ اکتبر | کوبا      | ۳–۰   | کامرون    | ۱۵−۸  | ۱۵−۹ | ۱۵−۱۱ |       |       | ۴۵–۲۸ |
| ۲۰ اکتبر | کوبا      | ۳–۰   | ایتالیا   | ۱۵−۱۳ | ۱۵−۹ | ۱۵−۸  |       |       | ۴۵–۳۰ |
| ۲۰ اکتبر | بلغارستان | ۳–۰   | کامرون    | ۱۵−۳  | ۱۵−۵ | ۱۵−۸  |       |       | ۴۵–۱۶ |

## دور نهایی
|  | یک‌هشتم نهایی‌ها | یک‌هشتم نهایی‌ها |                    |                    | یک‌چهارم نهایی‌ها | یک‌چهارم نهایی‌ها    |          |               | نیمه‌نهایی‌ها   | نیمه‌نهایی‌ها |  |  | نهایی | نهایی |
|  |                |                |                    |                    |                 |                    |          |               |               |             |  |  |       |       |
|  |                |                |                    |                    | ۲۵ اکتبر        |                    |          |               |               |             |  |  |       |       |
|  | ۲۳ اکتبر       |                |                    |                    |                 |                    |          |               |               |             |  |  |       |       |
|  | برزیل          | ۳              |                    |                    |                 |                    |          |               |               |             |  |  |       |       |
|  | برزیل          | ۳              | فرانسه             | ۳                  | ۲۷ اکتبر        | ۲۷ اکتبر           |          |               |               |             |  |  |       |       |
|  |                | فرانسه         | فرانسه             | ۳                  | ۲۷ اکتبر        | ۲۷ اکتبر           | ۰        |               |               |             |  |  |       |       |
|  | کانادا         | فرانسه         | ۱                  |                    | برزیل           | ۲                  | ۰        |               |               |             |  |  |       |       |
|  | کانادا         | ۲۵ اکتبر       | ۱                  |                    | برزیل           | ۲                  |          |               |               |             |  |  |       |       |
|  | ۲۳ اکتبر       | ۲۳ اکتبر       |                    | ایتالیا            | ۳               |                    |          |               |               |             |  |  |       |       |
|  | ۲۳ اکتبر       | ۲۳ اکتبر       | آرژانتین           | ایتالیا            | ۳               | ۰                  |          |               |               |             |  |  |       |       |
|  | ایتالیا        | ۳              | آرژانتین           |                    |                 | ۰                  | ۲۸ اکتبر | ۲۸ اکتبر      |               |             |  |  |       |       |
|  | ایتالیا        | ۳              |                    | ایتالیا            | ۳               |                    | ۲۸ اکتبر | ۲۸ اکتبر      |               |             |  |  |       |       |
|  | چکسلواکی       | ۰              |                    | ایتالیا            | ۳               | ایتالیا            | ۳        |               |               |             |  |  |       |       |
|  | چکسلواکی       | ۰              | ۲۵ اکتبر           |                    |                 | ایتالیا            | ۳        |               |               |             |  |  |       |       |
|  | ۲۳ اکتبر       | ۲۳ اکتبر       |                    | کوبا               | ۱               |                    |          |               |               |             |  |  |       |       |
|  | ۲۳ اکتبر       | ۲۳ اکتبر       | اتحاد جماهیر شوروی | کوبا               | ۱               | ۳                  |          |               |               |             |  |  |       |       |
|  | سوئد           | ۰              | اتحاد جماهیر شوروی | ۲۷ اکتبر           | ۲۷ اکتبر        | ۳                  |          |               |               |             |  |  |       |       |
|  | سوئد           | ۰              |                    | ۲۷ اکتبر           | ۲۷ اکتبر        | بلغارستان          | ۰        |               |               |             |  |  |       |       |
|  | بلغارستان      | ۳              |                    | اتحاد جماهیر شوروی | ۱               | بلغارستان          | ۰        | بازی مکان سوم | بازی مکان سوم |             |  |  |       |       |
|  | بلغارستان      | ۳              | ۲۵ اکتبر           | اتحاد جماهیر شوروی | ۱               |                    |          | بازی مکان سوم | بازی مکان سوم |             |  |  |       |       |
|  | ۲۳ اکتبر       | ۲۳ اکتبر       |                    | کوبا               | ۳               |                    | ۲۸ اکتبر | ۲۸ اکتبر      |               |             |  |  |       |       |
|  | ۲۳ اکتبر       | ۲۳ اکتبر       | کوبا               | کوبا               | ۳               | ۳                  | ۲۸ اکتبر | ۲۸ اکتبر      |               |             |  |  |       |       |
|  | هلند           | ۳              | کوبا               |                    |                 | ۳                  | برزیل    | ۰             |               |             |  |  |       |       |
|  | هلند           | ۳              |                    | هلند               | ۲               |                    | برزیل    | ۰             |               |             |  |  |       |       |
|  | ژاپن           | ۰              |                    | هلند               | ۲               | اتحاد جماهیر شوروی | ۳        |               |               |             |  |  |       |       |
|  | ژاپن           | ۰              |                    |                    |                 | اتحاد جماهیر شوروی | ۳        |               |               |             |  |  |       |       |

## رده‌بندی نهایی
|    | تیم                 |
| -- | ------------------- |
| ۱  | ایتالیا             |
| ۲  | کوبا                |
| ۳  | اتحاد جماهیر شوروی  |
| ۴  | برزیل               |
| ۵  | بلغارستان           |
| ۶  | آرژانتین            |
| ۷  | هلند                |
| ۸  | فرانسه              |
| ۹  | چکسلواکی            |
| ۱۰ | سوئد                |
| ۱۱ | ژاپن                |
| ۱۲ | کانادا              |
| ۱۳ | ایالات متحده آمریکا |
| ۱۴ | کرهٔ جنوبی           |
| ۱۵ | کامرون              |
| ۱۶ | ونزوئلا             |

| قهرمان جهان ۱۹۹۰         |
| ------------------------ |
| · ایتالیا · نخستین عنوان |

| آندره‌آ آناستازی، لورنزو برناردی، مارکو براچی، لوکا کانتاگالی، فردیناندو دجورجی، آندره آ گاردینی، آندره‌آ جیانی، آندره‌آ لوکتا، ماركو مارتينيلی، روبرتو ماشیارلی، پائولو توفولی، آندره‌آ زورزی. سرمربی: خولیو ولاسکو |

ایتالیا به المپیک تابستانی ۱۹۹۲ در بارسلون راه پیدا کرد.